# HMS Warspite (03)
O HMS Warspite foi um couraçado da Classe Queen Elizabeth construído para a Marinha Real Britânica durante o começo da Década de 1910 do século XX. A sua carreira de 3 décadas abrangeu ambas as guerras mundiais e levou o couraçado a navegar pelo Atlântico, Indico e Pacífico. Participou na Batalha da Jutlândia durante a Primeira Guerra Mundial; tirando esta batalha, durante a primeira guerra, apenas participou na Acção de 19 de Agosto. O seu desempenho na guerra limitou-se a viagens patrulha e de treino.
Na Segunda Guerra Mundial, participou em grandes batalhas navais, incluindo no Mar do Norte e no Mar Mediterrâneo, valendo-lhe a maior quantidade de condecorações que algum navio da Marinha Real recebeu durante a Segunda Guerra Mundial. Por estas e outras razões, ganhou a alcunha de "Grand Old Lady" depois de um comentário feito pelo almirante Sir Andrew Cunningham em 1943.